# Адабаш Аполлінарія Олександрівна
Аполлінарія Олександрівна Адаба́ш (25 грудня 1808, Катеринославська губернія — 15 червня 1881, Київ) — українська музична і церковна діячка, поетеса, лікарка молдовського походження.

## Життєпис
Народилася 13 [25] грудня 1808 року в Катеринославській губернії Російської імперії. Її мати з відомого роду Абазів, батько, Олександр Андрійович Адабаш, походив з роду молдавських господарів, служив ад'ютантом князя Миколи Рєпніна-Волконського й загинув у французько-російській війні 1812 року. 1826 року закінчила Зразкове училище у Харкові, була ознайомлена з книгами по медицині.
З 1856 року — черниця, протягом 1865—1881 років — ігуменя Парфенія Флорівського монастиря в Києві, при якому організувала жіноче училище, впорядкувала співацьку справу (з цією метою запросила на службу хорового диригента і співака Автонома Вишневського), створила хор, який складався з 46 учениць-півчих.
Авторка церковної служби Кирила і Мефодія, віршів російською мовою (видані у Києві у 1875 році). За її ініціативи здійснено розпис Казанської церкви на території Флорівського монастиря, відкрито лікарню, в якій вона сама практикувала.
Померла в Києві 3 [15] червня 1881. Похована на некрополі Флорівського монастиря біля Казанської церкви з північного боку.